# Лимтайок
Лимтайок (устар. Лимта-йок, Лён-йок) — река в России, на Кольском полуострове, протекает по территории Ловозерского района Мурманской области. Ранее её длина оценивалась в 23 км, а площадь водосборного бассейна — 828 км², с наполнением водохранилища эти параметры устарели.
Истоком реки является озеро Лекозеро, лежащее на высоте 180,2 метра над уровнем моря. От истока течёт в северо-восточном направлении по заболоченным лесам. Впадает в Серебрянское водохранилище у горы Двугорбая, а до его заполнения впадала непосредственно в реку Воронью на 76 км от её устья. Высота устья — 154 метра над уровнем моря. Река порожиста.
Основной приток — река Пуаркйок, впадает справа. Ранее в Лимтайок впадала река Каряйок, ныне впадающая в водохранилище.

## Данные водного реестра
По данным государственного водного реестра России относится к Баренцево-Беломорскому бассейновому округу, водохозяйственный участок реки — Воронья от истока до гидроузла Серебрянское 1, включая озеро Ловозеро. Речной бассейн реки — бассейны рек Кольского полуострова, впадает в Баренцево море.